# Taenioides limicola
A Taenioides limicola a csontos halak (Osteichthyes) főosztályának a sugarasúszójú halak (Actinopterygii) osztályába, ezen belül a sügéralakúak (Perciformes) rendjébe, a gébfélék (Gobiidae) családjába és az Amblyopinae alcsaládjába tartozó faj.

## Előfordulása
A Taenioides limicola előfordulási területe az Indiai- és a Csendes-óceánokban van. A Dél-afrikai Köztársaságtól kezdve a Japánhoz tartozó Rjúkjú-szigetekig található meg.

## Megjelenése
Ez a hal legfeljebb 12 centiméter hosszú. Fején több bajuszszál is látható.

## Életmódja
Ez a szubtrópusi gébféle a sós- és brakkvízű folyótorkolatok törmelékei között él.